# Revúcka Lehota
Revúcka Lehota (in ungherese Lehelfalva) è un comune della Slovacchia facente parte del distretto di Revúca, nella regione di Banská Bystrica.